# SUMMER〜Summer Dream/Song for you/Love in the Ice〜
『SUMMER〜Summer Dream/Song for you/Love in the Ice〜』（サマー〜サマー・ドリーム/ソング・フォー・ユー/ラヴ・イン・ジ・アイス〜）は、東方神起の日本における通算12枚目のシングルである。2007年8月1日にrhythm zoneより発売された。

## 解説
前作『Lovin' you』より約2ヶ月ぶりのリリースで、グループ初のトリプルA面シングル。タイトル3曲のイメージについて、チャンミンは「『Summer Dream』はビーチ、『Song for you』は天の川、『Love in the Ice』は砂糖」とコメントし、ジュンスは「歌詞の内容や世界観を理解して、曲の主人公になった気持ちで歌った」とコメントしている。
[CD]、[CD+DVD]、[Bigeast盤]、[イベント会場限定盤]の4形態存在するが、一般に市販されたのは[CD]、[CD+DVD]の2形態のみである
本作では購入者特典として、[CD]、[CD+DVD]には、翌9月に横浜と大阪で開催のイベント『PREMIUM MINI LIVE（プレミアムミニライブ）』の招待状が当たるキャンペーンに応募できる「イベント共通券」が封入されており、2007年9月22、23、25日、横浜と大阪で行われた「PREMIUM MINI LIVE」では、日本では初のメンバーによるソロ・パフォーマンスが披露された。ソロの曲目は下のとおり。
- WILD SOUL (CHANGMIN from 東方神起)
- My Girlfriend (YUCHUN from 東方神起)
- Rainy Night (JUNSU from 東方神起)
- Crazy Life (YUNHO from 東方神起)
- Maze (JEJUNG from 東方神起)

その他の企画としては『SUMMER TOUCH会』を東京、福岡、神戸の3か所で開催。会場限定CDのみに「券」が付属。イベントに参加できた（イベント共通券か券でメンバーとハイタッチ可。券では PREMIUM MINI LIVE 応募は不可。SUMMER TOUCH会会場では、市販商品[CD](RZCD-45630)、[CD+DVD](RZCD-45629/B)の販売はしていない）。
2007年8月1日付のオリコンデイリーシングルランキングで1位、8月13日付のオリコン週間シングルランキングでは2位を獲得した。日本レコード協会よりゴールド認定を受けているが、アルバムとして扱われている。
『ベストヒット歌謡祭2007』に出演し「Summer Dream」を歌唱、ゴールドアーティスト賞を受賞した。

## 発売形態
CD+DVD
- 品番: RZCD-45629（日本盤）、SMJTCD-210B（韓国盤）
- DVDに「Summer Dream」のビデオ・クリップを収録。
- 初回限定特典：「オフショットムービー」（DVDに収録）
- CDのみ仕様と同じ「イベント共通券」付き

CD
- 品番: RZCD-45630（日本盤）、SMJTCD-209（韓国盤）
- 初回限定特典：ブックレット（全12ページ）
- 「SUMMER TOUCH会」「PREMIUMミニLIVE」に応募できる招待キャンペーン「イベント共通券」付き

Bigeast盤
- 品番：RZC1-45641
- ピクチャーレーベル
- 東方神起の日本公式ファンクラブ「Bigeast」の会員のみに完全予約受付販売
- CDと収録内容は同じである

イベント会場限定盤
- 品番：RZC1-45705、RZC1-45706、RZC1-45707、RZC1-45708、RZC1-45709、RZC1-45710、RZC1-45711、RZC1-45712、RZC1-45713、RZC1-45714
- 収録曲は「Summer Dream」のみであるため、タイトルも「Summer Dream」に変更された。
- SUMMER TOUCH会に参加できる「券」付き（購入当日のみ有効）
- SUMMER TOUCH会の会場でのみ販売
- ※後日「a-nation'07」神戸・東京会場ブース用に追加生産され、その後「ミュゥモ・ショップ（通販）」販売

## 収録内容

### CD・Bigeast盤
| #         | タイトル                        | 作詞      | 作曲            | 編曲                                  | 時間  |
| --------- | ------------------------------- | --------- | --------------- | ------------------------------------- | ----- |
| 1.        | 「Summer Dream」                | H.U.B.    | Tatta Works     | h-wonder                              | 4:59  |
| 2.        | 「Song for you」                | H.U.B.    | 原一博          | REO                                   | 4:29  |
| 3.        | 「Love in the Ice」             | 園田凌士  | 鈴木大輔        | 鈴木大輔 斎藤悠弥                     | 5:20  |
| 4.        | 「HUG」(a cappella version)     | Kenn Kato | Park Chang Hyun | Hideki Ninomiya（ボーカル・アレンジ） | 1:44  |
| 5.        | 「Summer Dream」(Less Vocal)    |           |                 |                                       | 4:59  |
| 6.        | 「Song for you」(Less Vocal)    |           |                 |                                       | 4:29  |
| 7.        | 「Love in the Ice」(Less Vocal) |           |                 |                                       | 5:20  |
| 合計時間: | 合計時間:                       | 合計時間: | 合計時間:       | 合計時間:                             | 31:20 |

### CD+DVD
| #         | タイトル                        | 作詞      | 作曲        | 編曲              | 時間  |
| --------- | ------------------------------- | --------- | ----------- | ----------------- | ----- |
| 1.        | 「Summer Dream」                | H.U.B.    | Tatta Works | h-wonder          | 4:59  |
| 2.        | 「Song for you」                | H.U.B.    | 原一博      | REO               | 4:29  |
| 3.        | 「Love in the Ice」             | 園田凌士  | 鈴木大輔    | 鈴木大輔 斎藤悠弥 | 5:20  |
| 4.        | 「Summer Dream」(Less Vocal)    |           |             |                   | 4:59  |
| 5.        | 「Song for you」(Less Vocal)    |           |             |                   | 4:29  |
| 6.        | 「Love in the Ice」(Less Vocal) |           |             |                   | 5:20  |
| 合計時間: | 合計時間:                       | 合計時間: | 合計時間:   | 合計時間:         | 29:36 |

| #  | タイトル                               | 作詞 | 作曲・編曲 | 監督           |
| -- | -------------------------------------- | ---- | ---------- | -------------- |
| 1. | 「Summer Dream」(Video Clip)           |      |            | Tsuyoshi Inoue |
| 2. | 「Off Shot Movie」(初回限定盤のみ収録) |      |            |                |

### イベント会場限定盤 (CD)
| #         | タイトル         | 作詞      | 作曲        | 編曲      | 時間 |
| --------- | ---------------- | --------- | ----------- | --------- | ---- |
| 1.        | 「Summer Dream」 | H.U.B.    | Tatta Works | h-wonder  | 4:59 |
| 合計時間: | 合計時間:        | 合計時間: | 合計時間:   | 合計時間: | 4:59 |

## 曲の解説
1. Summer Dream
B-R「サーティワンアイスクリーム」TV-CFソング
エイベックスの夏イベント『a-nation'07』メインステージ全公演で歌われた楽曲。
PVは、沖縄県で撮影されたもの[8]。
2. Song for you
イオン夏ギフト TV-CFソング
3. Love in the Ice
テレビ東京系韓国ドラマ『雪の女王』エンディングテーマ
2008年に韓国で発売された第4集『MIROTIC』に韓国語バージョンが収録されている。訳詞はチャンミンが担当した。
4. HUG -a cappella version-
  - 韓国での1stシングルの日本語アカペラ・バージョン。

[CD] [Bigeast盤]のみに収録。本作に収録の歌詞が付いた楽曲の中で、唯一のアルバム未収録曲。

## タイアップ
- B-R「サーティワンアイスクリーム」TV-CFソング（#1）
- 日テレ海の家sea zoo イメージソング（#1）
- エムティーアイ「music.jp」TV-CFソング（#1）
- エイベックス・ミュージック・クリエイティヴ「ミュゥモ」TV-CFソング（#1）
- イオン夏ギフト TV-CFソング（#2）
- テレビ東京系韓国ドラマ『雪の女王』エンディングテーマ（#3）

## 演奏参加者
Summer Dream
- h-wonder - Programmed
- 鈴木賢司 - Guitar

Song For You
- 石成正人 - Guitar

Love in the Ice
- 斎藤悠弥 - Programmed, Piano
- 小池弘之ストリングス - String

## 収録アルバム
Summer Dream
- T
- BEST SELECTION 2010
- COMPLETE -SINGLE A-SIDE COLLECTION-

Song For You
- T
- COMPLETE -SINGLE A-SIDE COLLECTION-

Love in the Ice
- T
- MIROTIC（韓国語バージョン）
- BEST SELECTION 2010
- COMPLETE -SINGLE A-SIDE COLLECTION-